# Sophia Brown
Sophia Monique Brown (Northampton; 30 de octubre de 1991) es una actriz británica. Ha aparecido en varias serie de televisión como Marcella (2017), Clique (2018), Giri/Haji (2019), The Capture (2020) y en 2022 protagonizó la miniserie de fantasía de Netflix The Witcher: Blood Origin.

## Biografía
Sophia Brown nació el 30 de octubre de 1991 en Northampton (Reino Unido). Se graduó en la Arts Educational Schools de Londres y en la Identity School of Acting de Brixton, donde se formó en ballet, jazz y danza contemporánea. También estudió en el Ivana Chubbuck Studio. Ha estado actuando con la Theo Adams Company desde 2015.
Hizo su debut en la pequeña pantalla en 2015 en un episodio de la serie de drama médico británica Casualty donde interpretó el papel de Leyla Farnworth. Desde entonces ha aparecido en numerosas series de televisión como The Capture, Giri/Haji, Marcella, Clique, Guerrilla, Casualty. También ha aparecido en películas como Disobedience y Beauty and the Beast.
En 2021, fue elegida para interpretar el personaje de Éile, una guerrera bendecida con la voz de una diosa en The Witcher: Blood Origin, una serie limitada de cuatro episodios que es una precuela derivada de la serie de Netflix, The Witcher.

## Filmografía
| Año       | Título                    | Papel                              | Notas                         | Ref.  |
| --------- | ------------------------- | ---------------------------------- | ----------------------------- | ----- |
| 2015      | Casualty                  | Leyla Farnworth                    | Episodio: «Heart Over Head»   | [ 5 ] |
| 2016      | EastEnders                | Amelle Ellington                   | Episodio #1.5257              |       |
| 2017      | Disobedience              | Asistente de estudio fotográfico   | Película                      |       |
| 2017      | Guerrilla                 | Christine                          | 2 episodios                   |       |
| 2017      | Beauty and the Beast      | Debutante                          | Película                      |       |
| 2017–2018 | Clique                    | Louise Taggart                     | Papel principal               |       |
| 2018      | Marcella                  | DC LeAnn Hunter / DC Leanne Hunter | Papel principal (temporada 2) |       |
| 2019      | Giri/Haji                 | Donna Clark                        | Papel principal; 6 episodios  |       |
| 2019–2020 | The Capture               | Karen Merville                     | Papel principal (temporada 1) |       |
| 2021      | I Am...                   | Tara                               | Episodio: «I Am Danielle»     |       |
| 2022      | The Witcher: Blood Origin | Éile                               | Papel principal, 4 episodios  | [ 8 ] |
| 2023      | You & Me                  | Jess                               | Miniserie; 3 episodios        |       |
| 2023      | Dead Shot                 | Ruth                               | Película                      | [ 9 ] |
| 2024      | Hard Truths               | Aleisha                            | Película                      |       |